# Lubbockia glacialis
Lubbockia glacialis är en kräftdjursart som beskrevs av Sars 1900. Lubbockia glacialis ingår i släktet Lubbockia och familjen Lubbockiidae. Inga underarter finns listade i Catalogue of Life.